# Campeonato Africano de Atletismo Júnior de 1995
A 2ª edição do Campeonato Africano de Atletismo Júnior foi organizado pela Confederação Africana de Atletismo no período de 20 a 22 de julho de 1995, em Bouaké na Costa do Marfim. Foram disputadas 36 provas.

## Medalhistas

### Masculino
| Evento                   | Ouro                                                                   | Ouro     | Prata                          | Prata    | Bronze                          | Bronze        |
| ------------------------ | ---------------------------------------------------------------------- | -------- | ------------------------------ | -------- | ------------------------------- | ------------- |
| 100 metros               | Ibrahim Meité · Costa do Marfim                                        | 10.32    | Sunday Emmanuel · Nigéria      | 10.42    | Abu Duah · Gana                 | 10.67         |
| 200 metros               | Ibrahim Meité · Costa do Marfim                                        | 20.76    | Sunday Emmanuel · Nigéria      | 20.98    | Ahmed Douhou · Costa do Marfim  | 21.08         |
| 400 metros               | Hyginus Anugho · Nigéria                                               | 47.91    | Lulu Basinyi · Botswana        | 48.14    | Iddrisu Umar · Gana             | 48.20         |
| 800 metros               | Japheth Kimutai · Quênia                                               | 1:47.67  | Khalifa Boutahri · Marrocos    | 1:48.79  | Abraham Kibet · Quênia          | 1:50.32       |
| 1 500 metros             | Japheth Kimutai · Quênia                                               | 3:49.78  | Khalifa Boutahri · Marrocos    | 3:52.44  | Abraham Kibet · Quênia          | 3:54.10       |
| 5 000 metros             | Charles Kwambai · Quênia                                               | 14:15.12 | Mark Bett · Quênia             | 14:15.38 | Mohammed Amyn · Marrocos        | 14:15.49      |
| 10 000 metros            | Charles Kwambai · Quênia                                               | 29:43.05 | Mark Bett · Quênia             | 29:44.08 | Mohamed El-Hattab · Marrocos    | 30:34.80      |
| 110 metros barreiras     | William Mene · Nigéria                                                 | 14.58    | Djeke Mambo · Zaire            | 14.88    | Severin Guede · Costa do Marfim | 16.18         |
| 400 metros barreiras     | Osita Okeagu · Nigéria                                                 | 51.83    | Faycal Kacemi · Marrocos       | 52.60    | Hassan Qormassi · Marrocos      | 52.77         |
| 3 000 metros obstáculos  | Charles Kwambai · Quênia                                               | 9:05.83  | Mark Bett · Quênia             | 9:08.82  | Laïd Bessou · Argélia           | 9:20.30       |
| Revezamento 4×100 metros | Costa do Marfim · Yves Sonan · Ahmed Douhou · Ade Bayo · Ibrahim Meité | 39.51    | Gana                           | 39.99    | Nigéria                         | 40.51         |
| Revezamento 4×400 metros | Nigéria · Joel Okunorobo · Osita Okeagu · Oluwasegun · Hyginus Anugho  | 3:12.79  | Botswana                       | 3:14.03  | Costa do Marfim                 | 3:16.76       |
| Salto em altura          | Abderrahmane Hammad · Argélia                                          | 2.12 m   | Olivier Sanou · Burquina Fasso | 2.09 m   | Oumar Soulaké · Mali            | 2.06 m        |
| Salto à vara             | Mohamed Benyahia · Argélia                                             | 4.60 m   | Adjei Mensah · Gana            | 4.10 m   | Sem premiação                   | Sem premiação |
| Salto em comprimento     | Téko Folligan · Togo                                                   | 7.55 m   | Mehdi El-Ghazouani · Marrocos  | 7.24 m   | Pa Momodou Gai · Gâmbia         | 7.17 m        |
| Triplo salto             | Kenneth Andam · Gana                                                   | 15.63 m  | Olivier Sanou · Burquina Fasso | 15.56 m  | Karim Ould Ahmed · Argélia      | 15.54 m       |
| Arremesso de peso        | Walid Jamil Mustapha · Egito                                           | 14.87 m  | Samson Ahmadu · Nigéria        | 14.77 m  | Gerald Cudjoe · Gana            | 14.17 m       |
| Lançamento de disco      | Walid Jamil Mustapha · Egito                                           | 48.34 m  | Samson Ahmadu · Nigéria        | 47.04 m  | Tarek Yazidi · Tunísia          | 45.88 m       |
| Lançamento de dardo      | Roland Vermeulen · Zimbabwe                                            | 62.08 m  | Richard Agyepong · Gana        | 55.52 m  | Zakaria Abou Saoud · Egito      | 53.24 m       |

### Feminino
| Evento                   | Ouro                            | Ouro     | Prata                               | Prata    | Bronze                                | Bronze   |
| ------------------------ | ------------------------------- | -------- | ----------------------------------- | -------- | ------------------------------------- | -------- |
| 100 metros               | Mercy Nku · Nigéria             | 11.38    | Gloria Kemasuode · Nigéria          | 11.94    | Saliha Hammadi · Argélia              | 12.00    |
| 200 metros               | Mercy Nku · Nigéria             | 23.63    | Vida Nsiah · Gana                   | 24.24    | Naomi Mills · Gana                    | 24.53    |
| 400 metros               | Florence Ekpo-Umoh · Nigéria    | 54.48    | Agnes Nuamah · Gana                 | 56.40    | Nahida Touhami · Argélia              | 57.43    |
| 800 metros               | Nancy Jebet Langat · Quênia     | 2:11.69  | Elizabeth Akpan · Nigéria           | 2:14.60  | Djeneba Silue · Costa do Marfim       | 2:15.62  |
| 1 500 metros             | Hellen Jemaiyo Kimutai · Quênia | 4:20.46  | Nancy Langat · Quênia               | 4:23.35  | Bouchra Ben Thami · Marrocos          | 4:25.68  |
| 3 000 metros             | Hellen Jemaiyo Kimutai · Quênia | 9:15.68  | Joan Jepkorir Aiyabei · Quênia      | 9:29.94  | Bouchra Ben Thami · Marrocos          | 9:44.14  |
| 10 000 metros            | Joan Jepkorir Aiyabei · Quênia  | 34:40.61 | Elizabeth Ewoi · Quênia             | 35:21.53 | Esther Nherera · Zimbabwe             | 38:11.34 |
| 100 metros barreiras     | Vida Nsiah · Gana               | 13.77    | Glory Alozie · Nigéria              | 14.21    | Ahlam Allali · Argélia                | 15.08    |
| 400 metros barreiras     | Beatrice Biwott · Quênia        | 62.54    | Zahra Lachgar · Marrocos            | 63.16    | Juliette Kaboré · Burquina Fasso      | 63.18    |
| Revezamento 4×100 metros | Nigéria                         | 45.91    | Gana                                | 46.40    | Costa do Marfim                       | 48.31    |
| Revezamento 4×400 metros | Nigéria                         | 3:47.76  | Argélia                             | 3:50.94  | Costa do Marfim                       | 3:56.69  |
| Salto em altura          | Nkechinyere Mbaoma · Nigéria    | 1.73 m   | Irène Tiéndrebeogo · Burquina Fasso | 1.73 m   | Jeannine Ble · Costa do Marfim        | 1.65 m   |
| Salto em comprimento     | Chinedu Odozor · Nigéria        | 5.92 m   | Gloria Kemasuode · Nigéria          | 5.80 m   | Vida Nsiah · Gana                     | 5.76 m   |
| Triplo salto             | Baya Rahouli · Argélia          | 13.09 m  | Chantal Ouoba · Burquina Fasso      | 11.99 m  | Adelaide Koudougnon · Costa do Marfim | 11.93 m  |
| Arremesso de peso        | Iman Mahrous · Egito            | 13.13 m  | Stella Okpokwu · Nigéria            | 12.10 m  | Inès Ouédraogo · Burquina Fasso       | 11.82 m  |
| Lançamento de disco      | Stella Okpokwu · Nigéria        | 36.96 m  | Chantal Obou Cho · Costa do Marfim  | 33.86 m  | Iman Mahrous · Egito                  | 31.56 m  |
| Lançamento de dardo      | Aïda Sellam · Tunísia           | 47.38 m  | Agnes Afiyo · Gana                  | 39.00 m  | Zahra Lachgar · Marrocos              | 38.92 m  |